# Monfalcone

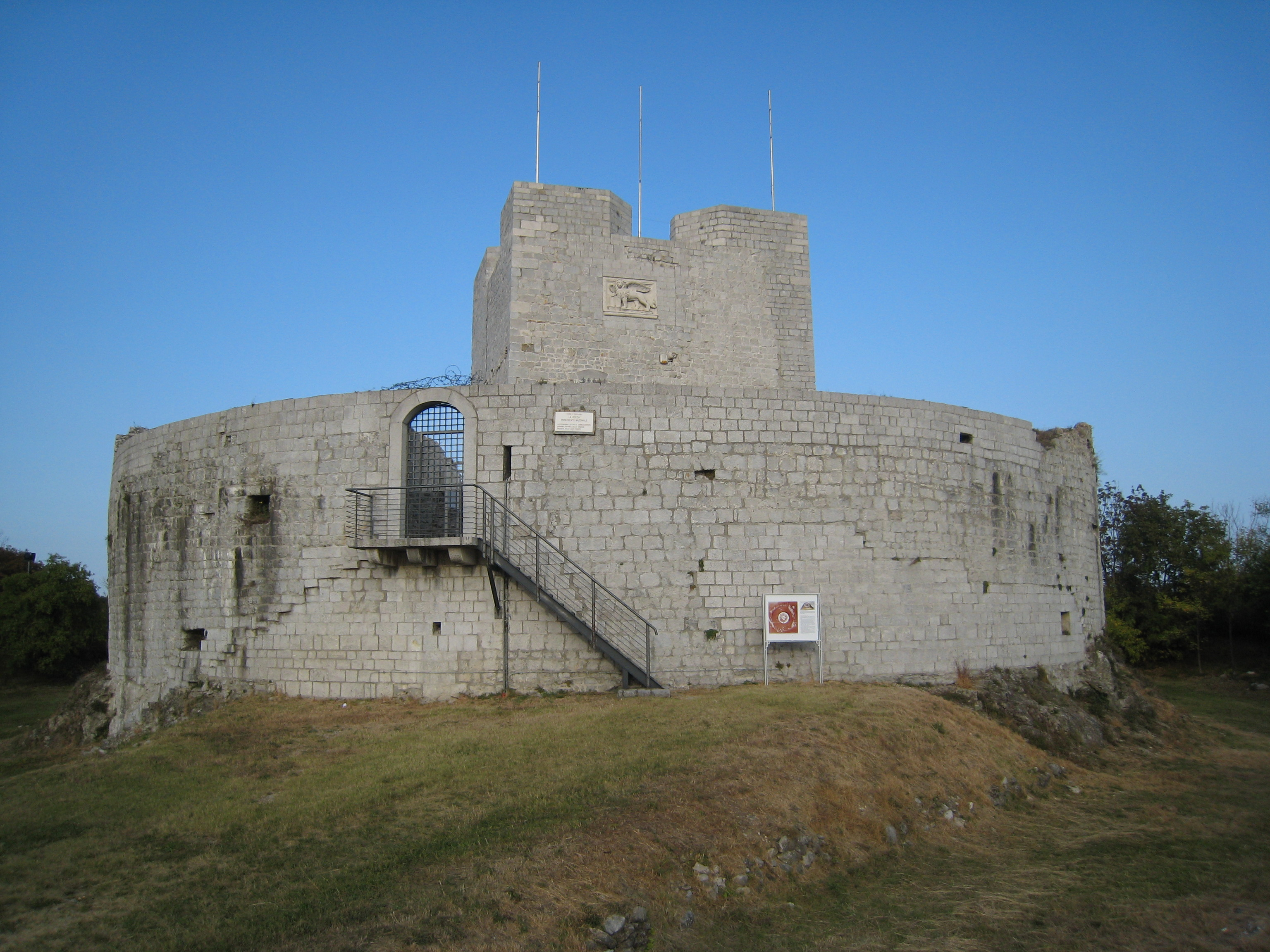
Pozostałości zamku Rocca

Monfalcone – miejscowość i gmina we Włoszech, w regionie Friuli-Wenecja Julijska, w prowincji Gorycja.
Według danych na rok 2004 gminę zamieszkiwało 26 395 osób, 1 319,8 os./km².
W mieście znajdują się stacja kolejowa Monfalcone oraz stocznia Cantieri Riuniti dell’Adriatico wchodząca w skład koncernu Fincantieri, dawna CNT (Cantiere Navale Triestino); zbudowano tam m.in. MS Batory i MS Piłsudski.

## Historia
W starożytności i średniowieczu miasto wchodziło w skład Cesarstwa Rzymskiego oraz państw powstałych po jego rozpadzie.
W 1420 Monfalcone podbili po trzydniowym oblężeniu Wenecjanie. W 1511 przeszło pod kontrolę Francji. Odzyskane przez Wenecję, zostało splądrowane w 1513 przez wojska Maksymiliana I. W latach 1521–1797 ponownie znajdowało się pod panowaniem Wenecji. W okresie wojen napoleońskich zostało zdobyte przez Francję, a po upadku Napoleona, stało się częścią Cesarstwa Austriackiego.
Podczas I wojny światowej, w 1915 Monfalcone zostało zajęte przez Włochy, następnie odbite przez Austro-Węgry po bitwie pod Caporetto (1917). Po wojnie, od 1918 Monfalcone ostatecznie weszło w skład Włoch.

## Osoby urodzone w Monfalcone
- Fabio Frittelli (Mo-Do) – muzyk

## Masowe zgony w Monfalcone
Włoskie media zwracają uwagę na zgony robotników portowych w Monfalcone, wywołane wdychaniem włókien azbestu. Według relacji mediów, pomimo potwierdzonej znacznej liczby śmierci na skutek azbestozy, żadna z miejscowych władz nie zrobiła nic żeby zmienić ten stan rzeczy. Z tego powodu w mediach Monfalcone bywa nazywane "Cichym Cmentarzyskiem".

## Miasta partnerskie
- Gallipoli
- Karadeniz Ereğli
- Neumarkt in Steiermark
- Zonguldak